# Hammou Graïa
Hammou Graïa est un acteur français.

## Filmographie

### Cinéma
- 1977 : La Drague (court métrage) de Charlotte Szlovak
- 1983 : L'Homme blessé de Patrice Chéreau : le jeune homme à la gare
- 1984 : Train d'enfer de Roger Hanin : l'arabe assassiné
- 1985 : Bâton Rouge de Rachid Bouchareb : Karim
- 1987 : Cœurs croisés de Stéphanie de Mareuil : Hadj
- 1989 : L'Union sacrée d'Alexandre Arcady : Mouloud, le dealer
- 1989 : Rupture de Raymonde Carasco : le libertin
- 1992 : Voleur d'images (court métrage) de Bruno Victor-Pujebet
- 1993 : La Nuit sacrée de Nicolas Klotz : l'homme à l'hôtel
- 1995 : Krim d'Ahmed Bouchaala : Krim
- 1997 : Sous les pieds des femmes de Rachida Krim : maître Mazouz
- 2000 : Entre 4 murs (court métrage) de Julie Bonand : Moktar
- 2003 : Les Côtelettes de Bertrand Blier : le fils de Nacifa
- 2003 : Cette femme-là de Guillaume Nicloux : le docteur Borde
- 2003 : Un fils d'Amal Bedjaoui : Omar
- 2003 : La Coupure (court métrage) de Nathalie Loubeyre
- 2005 : Avant l'oubli d'Augustin Burger : Bouziane
- 2006 : Laila (court métrrage) d'Arnault Labaronne : Abdel
- 2008 : Pour elle de Fred Cavayé : commandant Susini
- 2010 : Amélie au pays des Bodin's d'Éric Le Roch : l'adjudant-chef
- 2011 : Sortie de route (court métrage) de Jonathan Hazan : Kaddour
- 2012 : La Cité rose de Julien Abraham : Aziz
- 2012 : Vole comme un papillon de Jérôme Maldhé : Mohamed
- 2013 : Juliette de Justine Malle : l'éditeur
- 2015 : Des Apaches de Nassim Amaouche : Belkacem
- 2016 : Personal Shopper d'Olivier Assayas : le détective
- 2016 : Timgad de Fabrice Benchaouche
- 2020 : Le Sel des larmes de Philippe Garrel : le père de Djemila
- 2023 : Avant que les flammes ne s'éteignent de Mehdi Fikri
- 2024 : Hyacinthe de Bernard Mazauric : Assad

### Télévision
- 1988 : Un coupable de Roger Hanin : Ali-François Caillou
- 1989 : Les Deux Virus de Bruno Gantillon : Kamel
- 1991 : Le Lyonnais (épisode Morphée aux enfers) de Claude Grinberg : Rachid
- 1993 : Des années déchirées de Rachid Bouchareb : Mouloud
- 1995 : Le Mouton noir de Francis de Gueltz : Ali
- 2002 : Garonne de Claude d'Anna : Kalil
- 2003 : Le Porteur de cartable de Caroline Huppert : Ali
- 2006 : Le Cri d'Hervé Baslé : Mohamed
- 2007 : Ali Baba et les 40  voleurs de Pierre Aknine : Ya-Ya le vizir
- 2008 : L'Affaire Ben Barka de Jean-Pierre Sinapi : Moulay Ali
- 2008 : Béthune sur Nil de Jérôme Foulon : Zayed
- 2009 : Douce France de Stéphane Giusti : Kader Chaouche
- 2011 : Rituels meurtriers d'Olivier Guignard : Camille
- 2012 : Antigone 34 de Louis-Pascal Couvelaire et Roger Simonsz : commissaire Meziane
- 2016 : Les Hommes de l'ombre (saison 3, épisode La Femme de l'ombre) de Frédéric Garson : Samir Zafra
- 2017 : Cherif (saison 4, épisodes 5 et 6) : Farid Cherif
- 2019 : Nina (saison 5, épisode 5 A contre-courant) de Jérôme Portheault : Mourad
- 2022 : Alger confidentiel (Ein paar Tage Licht) de Frédéric Jardin : général Ibrahim Soudani

## Théâtre
- Les Paravents de Jean Genet mise en scène Patrice Chéreau
- 1986 : Quai Ouest de Bernard-Marie Koltès, mise en scène Patrice Chéreau, Théâtre Nanterre-Amandiers
- 2012 : Même pour ne pas vaincre de Stéphane Chaumet, mise en scène Élodie Chanut, Théâtre La Forge[1]
- 2014 : Haine des femmes laissées pour mortes de Nadia Kaci, mise en scène Mounia Boudiaf, interprétation Astrid Bayiha[2] et Hammou Graïa ; reprise au festival d'Avignon off, en juillet 2015